# Lucien Callamand

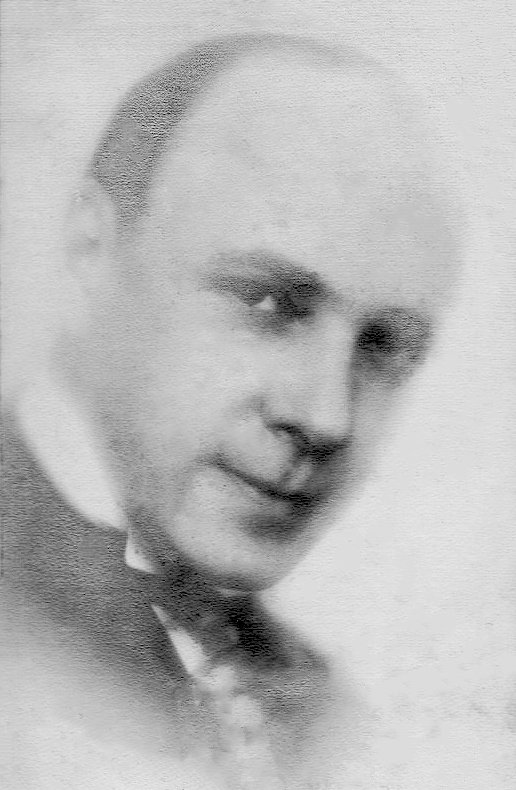
Lucien Callamand, 1928

Lucien Marie Pascal Eugène Callamand (* 1. April 1888 in Marseille, Dritte Französische Republik; † 3. Dezember 1968 in Nizza, Frankreich) war ein französischer Schauspieler.

## Leben
Callamand gab sein Debüt im Theater und Kino im Jahr 1908. Er hatte eine diskrete und produktive Karriere und war ein hochgeschätzter Nebendarsteller, der während seiner sechzigjährigen Tätigkeit von den unterschiedlichsten Regisseuren an unterschiedlichen Orten und zu unterschiedlichen Zeiten zur Bühne gebracht wurde, darunter auch die Comédie-Française.
Mit Albert Capellani spielte er die Hauptrolle in L’Assommoir (1908) und Le Pane des Béars (1911). In den 1920er Jahren führte er Regie und spielte die Rolle des Agénor in sechs Kurzfilmen. Seine lange und intensive Karriere endete 1968 mit einer kleinen Rolle in Marcel Carnés Les Jeunes Wolves.
1912 spielte er den Deuteragonisten in dem Film „Mein Concierge ist ein Traum“ mit der Schauspielerin Madeleine Aubry für die Société des Phonographes et Cinématographes Lux, die 1906 von Henri Joly gegründet wurde und in Frankreich sofort mit den wichtigsten Produktionshäusern konkurrierte. Ende 1913 musste die Firma aufgrund von Konkurs schließen, nachdem sie sich „bis Ende 1909 weitgehend etabliert hatte und in zwölf Hauptstädten, darunter Barcelona, Budapest, London, Moskau, New York und Warschau, Vertretungen hatte“.
Im Jahr 1926 spielte er den Polizeikommissar in Jean Kemms erstem Film „Son“. Er setzte seine Schauspielkarriere bis 1968 fort, dem Jahr seines Todes im Alter von 80 Jahren.
Als Regisseur führte er zwischen 1920 und 1921 zusammen mit F. Flouri bei einigen Kurzfilmen Regie, in denen er selbst die Figur des Agénor verkörperte. In einer Nebenrolle „ist er im letzten von Stan und Ollie gedrehten Film Atoll K“ zu sehen.
1957 war er in der Besetzung von „Die Frau aus Saigon“, einem Actionfilm, der in der vietnamesischen Stadt zur Zeit des Krieges in den 1950er Jahren spielt.

## Filmographie
- 1909: La Jeunesse de Vidocq
- 1909: L’Assommoir
- 1909: Les Fiancés de Miss Maggy
- 1910: Un monsieur qui a un tic
- 1911: L’Envieuse
- 1911: Le Pain des petits oiseaux
- 1911: Agénor, cavalier de deuxième classe
- 1912: Ma concierge est trop jolie
- 1912: Agénor le bien-aimé
- 1912: Agénor et la main qui vole
- 1913: Narcisse a perdu son oncle
- 1913: Les Cinq Sous de Lavarède
- 1913: Gringalet et l’oncle Baluchon
- 1913: Trois belles-mères pour une bru
- 1914: Le Roman d’un spahi
- 1914: Ma femme veut conduire
- 1926: Son premier film
- 1930: Méphisto
- 1930: Un trou dans le mur
- 1930: Les Vacances du diable
- 1931: Le Capitaine Craddock
- 1931: Cœurs joyeux
- 1931: Marius
- 1931: Nuits de Venise
- 1931: Ronny
- 1931: Tumultes
- 1931: Un soir, au front
- 1931: La Capture de la sirène
- 1932: La Belle Aventure
- 1932: Madame wünscht keine Kinder (1933) (Madame ne veut pas d’enfants)
- 1932: Stupéfiants
- 1932: Une faible femme
- 1932: Un homme sans nom
- 1932: Le Vainqueur
- 1932: Vous serez ma femme
- 1933: C’était un musicien
- 1933: La Garnison amoureuse
- 1933: Nu comme un ver
- 1933: On a volé un homme
- 1933: Une femme au volant
- 1933: Une fois dans la vie
- 1934: Le Comte Obligado
- 1934: Mam’zelle Spahi
- 1934: L’Or dans la rue
- 1934: Le Roi des Champs-Élysées
- 1934: Une vocation irrésistible
- 1934: Flofloche
- 1935: Arènes joyeuses
- 1935: Le Contrôleur des wagons-lits
- 1935: Divine
- 1935: Quelle drôle de gosse
- 1935: Vogue, mon cœur
- 1936: Avec le sourire
- 1936: Aventure à Paris
- 1936: Le Grand Refrain
- 1936: La Guerre des gosses
- 1936: La Peur
- 1936: Prends la route !
- 1936: Quand minuit sonnera
- 1936: Une gueule en or
- 1936: Un mauvais garçon
- 1937: Abus de confiance
- 1937: À Venise, une nuit
- 1937: Naples au baiser de feu
- 1937: Les Pirates du rail
- 1937: Un scandale aux Galeries
- 1938: J’accuse
- 1938: Barnabé
- 1938: Gargousse
- 1940: L’Acrobate
- 1940: Chambre 13
- 1940: La Fille du puisatier
- 1941: Les deux timides
- 1941: Un chapeau de paille d’Italie
- 1941: Feu sacré
- 1941: Mélodie pour toi
- 1941: La Belle Vie
- 1942: L’assassin a peur la nuit
- 1942: Promesse à l’inconnue
- 1942: La Vie de bohème
- 1943: Les Mystères de Paris
- 1946: La Cabane aux souvenirs
- 1946: Le Chanteur inconnu
- 1946: Le Mariage de Ramuntcho
- 1946: Rumeurs
- 1947: Le Dolmen tragique
- 1947: Les Requins de Gibraltar
- 1947: Les Trafiquants de la mer
- 1948: 56, rue Pigalle
- 1948: Fandango
- 1949: L’École buissonnière
- 1949: La Danseuse de Marrakech
- 1949: Dans la vie tout s’arrange
- 1949: Perrucha, die Tochter der Nacht (L’Épave)
- 1949: La Maison du printemps
- 1949: Millionnaires d’un jour
- 1949: Nous avons tous fait la même chose
- 1949: On demande un assassin
- 1949: La Patronne
- 1949: Le Roi
- 1949: Le Radar conjugal
- 1950: Amour et Compagnie
- 1950: Laurel und Hardy: Atoll K (Atoll K)
- 1950: Les Aventuriers de l’air
- 1950: Le Bagnard
- 1950: Banco de prince
- 1950: Dominique
- 1950: Avocat d’office
- 1950: Coup de foudre
- 1951: Adhémar ou le Jouet de la fatalité
- 1951: Bouquet de joie
- 1951: Fanfan, der Husar (Fanfan la tulipe)
- 1951: La Femme à l’orchidée
- 1951: Nous irons à Monte-Carlo
- 1951: Une fille sur la route
- 1951: Pardon My French
- 1952: Je l’ai été trois fois
- 1952: Mon mari est merveilleux
- 1952: Le Rideau rouge
- 1953: Les Amoureux de Marianne
- 1953: L’Aventurière du Tchad
- 1953: La Route Napoléon
- 1954: L’Étrange Désir de monsieur Bard
- 1954: J’avais sept filles
- 1955: Zwischenlandung in Paris (Escale à Orly)
- 1955: La Madone des sleepings
- 1956: Je plaide non coupable
- 1956: Die Abenteuer des Till Ulenspiegel (Les Aventures de Till l’Espiègle)
- 1956: Et Dieu… créa la femme
- 1956: L’Homme aux clés d’or
- 1956: Cela s’appelle l’aurore
- 1957: Une nuit aux Baléares
- 1957: Mort en fraude
- 1957: Le Cas du docteur Laurent
- 1957: Le Chômeur de Clochemerle
- 1958: Un homme se penche sur son passé
- 1958: Prisonniers de la brousse
- 1958: Toi, le venin
- 1958: La Vie à deux
- 1959: Ihr Verbrechen war Liebe (Douze Heures d’horloge)
- 1959: Ein Engel auf Erden (Mademoiselle Ange)
- 1959: Voulez-vous danser avec moi ?
- 1960: Les Régates de San Francisco
- 1961: Ça va être ta fête
- 1963: Chair de poule
- 1964: Die schwarze Tulpe (La Tulipe noire)
- 1965: Dernier Tiercé
- 1965: Piège pour Cendrillon
- 1968: Les Jeunes Loups